# Lyngøyna
Lyngøyna est une île dans le landskap Sunnhordland du comté de Vestland. Elle appartient administrativement à Øygarden.

## Géographie
Rocheuse et couverte d'une légère végétation, elle s'étend sur environ 1,250 km de longueur pour une largeur approximative de 833 m. 

## Histoire
L'île a compté 14 habitants en 1801 et 22 en 1900. Il reste une quinzaine de demeures, un quai d'amarrage et une route principale. 